# Kylie Cantrall
Pour les articles homonymes, voir Cantrall.
 (novembre 2024).
La mise en forme du texte ne suit pas les recommandations de Wikipédia : il faut le « wikifier ».
Les points d'amélioration suivants sont les cas les plus fréquents. Le détail des points à revoir est peut-être précisé sur la page de discussion.
- Les titres sont pré-formatés par le logiciel. Ils ne sont ni en capitales, ni en gras.
- Le texte ne doit pas être écrit en capitales (les noms de famille non plus), ni en gras, ni en italique, ni en « petit »…
- Le gras n'est utilisé que pour surligner le titre de l'article dans l'introduction, une seule fois.
- L'italique est rarement utilisé : mots en langue étrangère, titres d'œuvres, noms de bateaux, etc.
- Les citations ne sont pas en italique mais en corps de texte normal. Elles sont entourées par des guillemets français : « et ».
- Les listes à puces sont à éviter, des paragraphes rédigés étant largement préférés. Les tableaux sont à réserver à la présentation de données structurées (résultats, etc.).
- Les appels de note de bas de page (petits chiffres en exposant, introduits par l'outil «  Source ») sont à placer entre la fin de phrase et le point final[comme ça].
- Les liens internes (vers d'autres articles de Wikipédia) sont à choisir avec parcimonie. Créez des liens vers des articles approfondissant le sujet. Les termes génériques sans rapport avec le sujet sont à éviter, ainsi que les répétitions de liens vers un même terme.
- Les liens externes sont à placer uniquement dans une section « Liens externes », à la fin de l'article. Ces liens sont à choisir avec parcimonie suivant les règles définies. Si un lien sert de source à l'article, son insertion dans le texte est à faire par les notes de bas de page.
- La présentation des références doit suivre les conventions bibliographiques. Il est recommandé d'utiliser les modèles {{Ouvrage}}, {{Chapitre}}, {{Article}}, {{Lien web}} et/ou {{Bibliographie}}. Le mode d'édition visuel peut mettre en forme automatiquement les références.
- Insérer une infobox (cadre d'informations à droite) n'est pas obligatoire pour parachever la mise en page.

Pour une aide détaillée, merci de consulter Aide:Wikification.
Si vous pensez que ces points ont été résolus, vous pouvez retirer ce bandeau et améliorer la mise en forme d'un autre article.
Kylie Cantrall est une actrice et chanteuse américaine, née le 25 juin 2005 à Los Angeles (Californie).

## Biographie
Elle se fait connaître dès son plus jeune âge grâce à la chaine Youtube "Hello Kylie", ou elle proposait des reprises et des chansons originales. Son père, Alex Cantrall, est producteur de musique, ce qui l'a exposée tôt à l'industrie du divertissement. A 13 ans, elle décroche le rôle principal de Gabby Duran dans la série Disney Channel

## Filmographie

### Télévision

#### Séries télévisées
- 2019-2021 : Gabby Duran, baby-sitter d'extraterrestres : Gabby
- 2021 : Docteure Doogie (saison 1 episode 6)
- 2019-2023 : High School Musical : La Comédie musicale, la série (saison 4): Dani

## Discographie

### 2019
- - Hello Kylie
  - Santa Claus Is Comin'to Town

Disney Channel Holiday Hits 
- - Feeling Some Kinda Way
  - Do My Thing (From "Gabby Duran & The Unsittables")
  - That's What I'm Talkin' Bout
  - Calling All the Monsters
  - Sucker

### 2020
- - What's My Name

Descendants Remix Dance Party
- - No Reason

### 2021
- - Switch Phones
  - Sad Boy (ft Ava Max, R3HAB, Jonas Blue)

### 2023
- - High School Musical

High School Musical: The Musical: The Series: The Soundtrack: The Final Season
- - Texts Go Green
  - Santa Tell Me
  - Put the Record On

10 Minute Songs
- - Mascara

10 Minute Songs
- - Like a Movie

10 Minute Songs
- - Dear Diary

10 Minute Songs
- - Head in the Clouds

10 Minute Songs
- - Happy With Yourself

10 Minute Songs

### 2024
- - My Favorite Things
  - Boo'd Up
  - Unsure
  - Elastic
  - Life Is Sweeter

Descendants: The Rise of Red
- - Bad Reputation

Descendants: The Rise of Red
- - Red

Descendants: The Rise of Red 
- - What's My Name (Red version)

Descendants: The Rise of Red 
- - Love Ain't It

Descendants: The Rise of Red
- - Fight of Our Lives

Descendants: The Rise of Red 
- - Wickedly Sweet : A Descendants Short Story
  - Red Christmas

Red (From "Descendants: The Rise of Red"
- - Boy For A Day

### 2025
- - Goodie Bag
  - Denim

### EP: B.O.Y. (2025)
L'EP B.O.Y. de Kylie, sorti le 7 mai 2025, marque une étape importante dans sa carrière musicale, offrant une fusion de sonorités R&B des années 90 et de pop moderne.
Cet EP comprend le single "Boy For a Day" , une chanson inspirée par des artiste tels que Brandy et Aaliyah. Kylie y explore les dynamiques de genre et les attentes sociétales avec une touche ludique et introspective. Elle a mentionné que la chanson reflète ses expériences personnelles et celles de ses amies, abordant les doubles standards dans les relations amoureuses. L'EP comprend plusieurs titres parmi lesquels:
- Intro
- See U Tonight (ft ILLIT)
- Denim
- Goodie Bag
- Sharlize & Malia
- Boy for a Day
- Kyle's Interlude
- Raised By Rihanna
- Boy Is Yours
- Outro

La production de l'EP a été assurée par Sermstyle, DarkChild, Bas van Daalen et Songs With Friends. Son EP inclut des apparitions d'amies proches de l'artiste, telles que Malia Baker, Kiara Romero ou encore Malachi Barton.